# Jim Marshall (entrepreneur)
Pour les articles homonymes, voir Jim Marshall.
James Charles Marshall dit Jim, né le 29 juillet 1923 à Acton, borough londonien d'Ealing et mort le 5 avril 2012 à Milton Keynes, Buckinghamshire, est le fondateur de Marshall Amplification, fabricant d'amplificateurs pour guitares et basses.

## Biographie

### De 1923 à 1946: l'apprentissage
James Charles Marshall, fils de Beatrice et Jim Marshall, voit le jour le 29 juillet 1923 à Acton dans le West London. Il souffre de tuberculose osseuse pendant les premières années de sa vie. À la suite d'une scolarité chaotique ponctuée de nombreux séjours en sanatorium, il quitte l'école à l'âge de 13 ans et demi pour commencer à travailler. Son père tient un fish and chips dans le quartier de Southall, mais cette activité n'intéresse pas Jim. Il enchaîne différents emplois chez un ferrailleur, dans une fabrique de biscuits, une fabrique de confiture, comme vendeur dans un magasin de chaussures, ou pour un groupe agro-alimentaire où il se coupe le haut du pouce dans une trancheuse à viande.
Il se découvre également un intérêt pour l'ingénierie et commence à lire des ouvrages sur le sujet. Sa maladie l'exemptant d'intégrer les forces armées pendant la Seconde Guerre mondiale, il travaille pendant cette période chez Cramic Engineering. En 1946, il met les connaissances qu'il a acquises en ingénierie au service de Heston Aircraft (en) dans le Middlesex.

### De 1946 à 1960: débuts dans la musique
À partir de l'âge de 14 ans, la musique devient l'un de ses principaux centres d'intérêt. Il apprend par ailleurs à danser les claquettes. En 1946, voulant être plus efficace dans ses percussions, il prend des cours de batterie tous les dimanches avec Max Abrams à Knightsbridge, en essayant d'imiter le style de son idole, Gene Krupa.
En 1949 Jim commence à son tour à donner des leçons de batterie. Il compte notamment parmi ses élèves Mitch Mitchell, Micky Waller et Micky Underwood, qui joueront respectivement avec Jimi Hendrix, Little Richard et Ritchie Blackmore. Au début des années 1950, ces leçons assurent à Jim Marshall un revenu annuel d'environ 5 000 £, ce qui lui permettra par la suite de lancer son entreprise : « I used to teach about 65 pupils a week and what with playing as well, I was earning in the early 1950's somewhere in the region of £5,000 a year, which was how I first saved money to go into business. »

### De 1960 à 1962: la rencontre avec les musiciens
Jim a maintenant de nombreux élèves. Il achète des batteries Premier pour les revendre à ses élèves, à la suite de quoi il ouvre en 1960 son propre magasin de batteries. Les batteurs qui viennent dans sa boutique sont souvent accompagnés de leur groupe, ce qui permettra à Jim de rencontrer Pete Townshend de The Who qui lui suggèrera en juillet 1960 de distribuer des guitares et des amplificateurs. Jim suit les conseils des musiciens et distribue quelques Fender Stratocaster, Gibson ES-335 et quelques amplificateurs Fender Tremolux.
Ken Bran, technicien de formation et membre du groupe Peppy and the New York Twisters, est un client régulier de la boutique de Jim. Ken voulant arrêter de voyager avec le groupe, Jim le recrute comme technicien de maintenance en 1962. Ken fait alors remarquer à Jim Marshall qu'il serait idiot de continuer à acheter des amplificateurs pour les revendre ensuite, alors qu'ils seraient en mesure de construire les leurs.

### 1962: le premier prototype
À la suite de cet échange, Jim Marshall demande à Ken Bran de fabriquer un prototype d'amplificateur. Jim réalise le châssis tandis que Ken et son ami ingénieur Dudley Craven entreprennent la conception et la fabrication du circuit électrique. Sur les conseils de Pete Townshend, Brian Poole et Big Jim Sullivan, ils veulent proposer un son différent de celui des amplificateurs Fender, jugé trop clair par les guitaristes.
Ils s'inspirent ouvertement de la conception des amplificateurs Fender et notamment du Bassman : cet amplificateur est celui qui se rapproche le plus de ce que veut proposer Jim Marshall. Le premier prototype, qui deviendra le Marshall JTM45, est achevé en septembre 1962 sous la forme d'un châssis nu facile à modifier.
Plusieurs commandes sont passées à partir de ce prototype. En 1963, Jim agrandit la boutique pour y inclure une zone de fabrication où Ken et son assistant Dudley construisent les premiers amplificateurs à un rythme d'environ un par semaine.

### 1964: Marshall Amplification
Pour faire face à une demande croissante, Jim ouvre en 1964 la première usine de fabrication Marshall à Hayes. D'une superficie de 6 000 m2, l'usine emploie 16 salariés et produit 20 amplificateurs par semaine.
Les amplificateurs Marshall ne sont d'abord distribués que dans la boutique de Jim à Hanwell. Jim propose à des distributeurs du Sud de l'Angleterre de distribuer ses amplificateurs. Son ami Johnny Jones les distribue dans le Nord de l'Angleterre à partir de la fin de l'année 1963. Cet accord se poursuit pendant environ 18 mois jusqu'en 1965, quand Jim signe un contrat exclusif de distribution mondiale avec Rose-Morris. Ce contrat durera environ 15 ans.
À partir de 1966, Marshall connaît une forte croissance. La coopération avec de nombreux musiciens et groupes comme Jimi Hendrix, The Who, Cream, Elton John ou Deep Purple permet à Marshall de se positionner parmi les leaders de l'industrie musicale[réf. nécessaire].

### 1981: le renouveau et le succès
En 1981, Jim met fin à la collaboration avec Rose-Morris et s'occupe lui-même de la distribution mondiale de ses produits. À cette occasion, il réduit considérablement le nombre de modèles d'amplificateurs pour se concentrer sur la nouvelle série des JCM-800.
En 1984, Jim Marshall reçoit de la Reine d'Angleterre le Queen's Award for Export (en), qui récompense les performances de l'entreprise à l'export.
En 1985, Jim Marshall est invité à déposer l'empreinte de ses mains sur le Hollywood Walk of Fame parmi Leo Fender, Robert Moog, Frank Martin III, Les Paul, Bill Ludwig, Remo Belli, Eddie Van Halen et Stevie Wonder.

### 2012
En dehors de l'industrie de la musique, Jim consacre de plus en plus de temps à de nombreux organismes de bienfaisance [réf. nécessaire].
Jim Marshall est décédé le 5 avril 2012 à Londres, âgé de 88 ans.